# アーヴィング・シーザー
アーヴィング・シーザー（Irving Caesar、1895年7月4日 - 1996年12月17日）は、アメリカ合衆国の作詞家、ミュージカルの作曲家。作詞した楽曲には、「Swanee」、「Sometimes I'm Happy」、「Crazy Rhythm」や、史上最も頻繁に録音されている楽曲のひとつである「二人でお茶を (Tea for Two)」などがある。シーザーは、ニューヨークで生まれ、同地で没した。
シーザーの父モリス・カイザー（Morris Keiser）はルーマニア出身のユダヤ人で、シーザーも生まれた時の本名はイシドール・カイザー（Isidor Keiser）といった。兄アーサー・シーザー（Arthur Caesar）は、長じて、映画脚本家としてハリウッドで成功した。シーザー兄弟は、子どもの頃から十代まで、マンハッタンのヨークビル（Yorkville）で過ごし、同じ近隣で育ったマルクス兄弟とは子どもの頃から顔なじみであった。シーザーは、ニューヨーク州チャパクア（Chappaqua）のChappaqua Mountain Instituteで学んだ。

## ブロードウェイ作品
特記のない限り、いずれもミュージカル作品。
- La La Lucille（1919年） - 補作詞
- Kissing Time（1920年） - adaptation of an earlier version of this musical - 共同作詞
- Pins and Needles（1922年） - レヴュー - 共同作詞
- The Greenwich Village Follies of 1922（1922年） - レヴュー - 共同作詞、共同脚本
- The Greenwich Village Follies of 1923（1923年） - レヴュー - 共同作詞
- The Greenwich Village Follies of 1924（1924年） - レヴュー - 共同作詞
- Betty Lee（1924年） - 共同作詞
- No, No, Nanette（1925年） - 共同作詞
- Charlot Revue（1925年） - レヴュー - 「Gigolette」、「A Cup of Coffee, a Sandwich and You」の作詞
- Sweetheart Time（1926年） - 共同作詞
- Ziegfeld's Revue "No Foolin'"（1926年） - レヴュー - 共同作詞
- Betsy（1926年） - 共同脚本
- Talk About Girls（1927年） - 作詞
- Yes, Yes, Yvette（1927年） - ストーリー構成
- Here's Howe（1928年） - 作詞
- Americana of 1928（1928年） - レヴュー - 共同作詞
- Polly（1929年） - 共同作曲、共同作詞
- George White's Scandals of 1929（1929年） - レヴュー - 共同作曲、共同作詞
- Ripples（1930年） - 共同作詞
- Nina Rosa（1930年） - 作詞
- The Wonder Bar（1931年） - 演劇 - 共同戯曲/ドイツ語原典版からの翻案
- George White's Scandals of 1931（1931年） - レヴュー - 共同脚本
- George White's Music Hall Varieties of 1932（1932年） - レヴュー - 共同作曲、作詞
- Melody（1933年） - 作詞
- Shady Lady（1933年） -監修
- Continental Varieties（1934年） - レヴュー - 対話部分脚本
- The White Horse Inn（1936年） -英語版作詞
- My Dear Public（1943年） - 共同作曲、共同作詞、共同脚本

引退後：
- The American Dance Machine（1978年） - ダンス・レヴュー - 作詞作品が取り上げられた
- Up in One（1979年） - レヴュー - 作詞作曲作品が取り上げられた
- Big Deal（1986年） - 英語版作詞した「Just a Gigolo」が取り上げられた
- Sally Marr...and her escorts（1994年） - 演劇 - 作詞した「Tea for Two」が取り上げられた